# Церковь Николая Чудотворца (Чиуш-Каменка)
Церковь Николая Чудотворца — полуразрушенный храм в урочище Чиуш-Каменка Спасского района Пензенской области, где находился одноимённый населённый пункт.

## История
В Чиуш-Каменке ещё в 1762 году была возведена деревянная церковь. Из-за ветхости на её месте была построена в 1885 каменная церковь, взамен которой в 1908 году был выстроен новый кирпичный храм во имя святого Николая Чудотворца. Прихожанами храма были жители сёл и деревень: Орловки, Какуевки, Березинки, Старой Чиуши, Сноховки, Новой Чиуши, Судакаевки и М. Сноховки. В селе имелось земское училище и церковно-приходское попечительство.

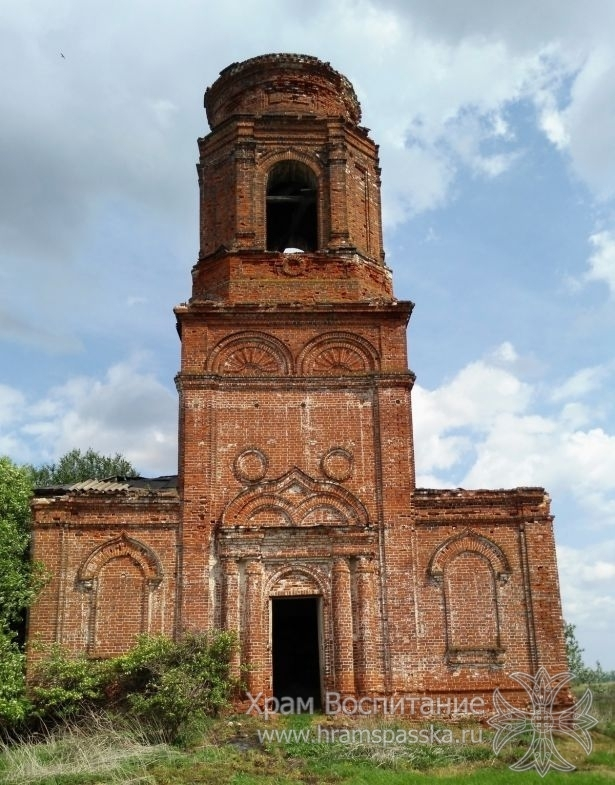
Колокольня в 2022 году

Здание нового храма представляло собой эклектичную архитектуру с ярко выраженной русской направленность благодаря килевидным обрамлениям оконных проемов, а также мотивам полукруглых кокошников в верхней части четверика храма, второго яруса колокольни и в основании барабана. В декоре, кроме того, широко были использованы пилястры. С востока к четверику примыкали три полукруглые апсиды, крытые конхой, общая ширина которых равна ширине храма. Трапезная была несколько уже, продолжением её являлся нижний ярус колокольни, имеющий по бокам два помещения. Второй ярус колокольни четвериковый, ярус звона — восьмигранный.
Пережив Октябрьскую революцию и годы советского гонения на церковь, впоследствии храм был заброшен и в настоящее время находится в полуразрушенном аварийном состоянии. В его трапезной сохранилась роспись на колоннах и стенах.

Остатки росписи
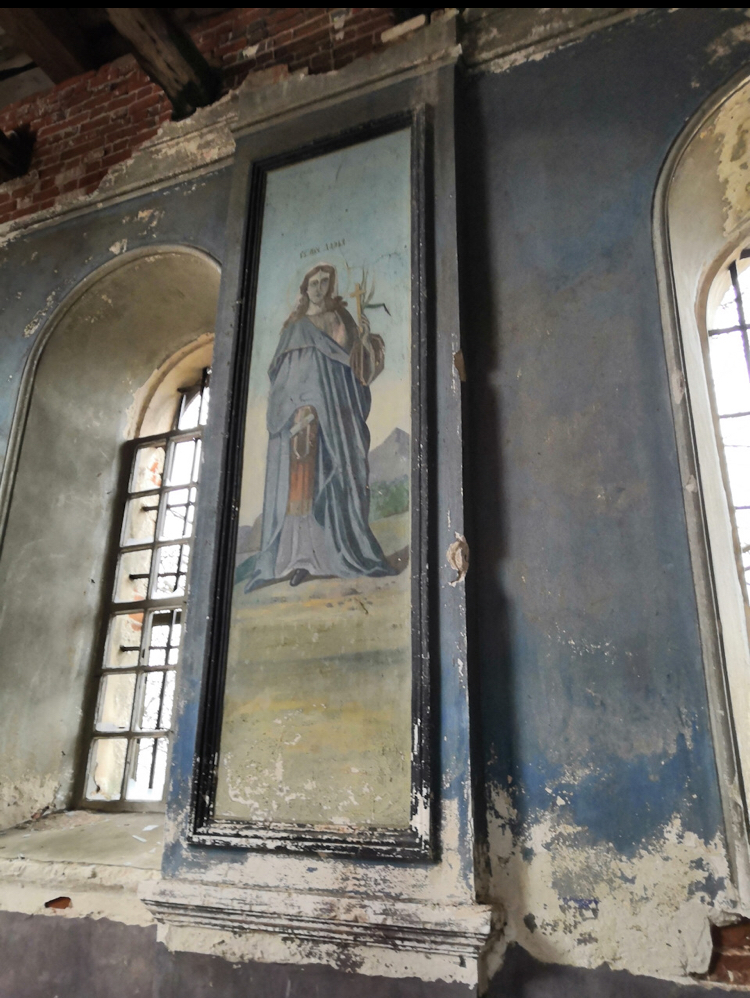
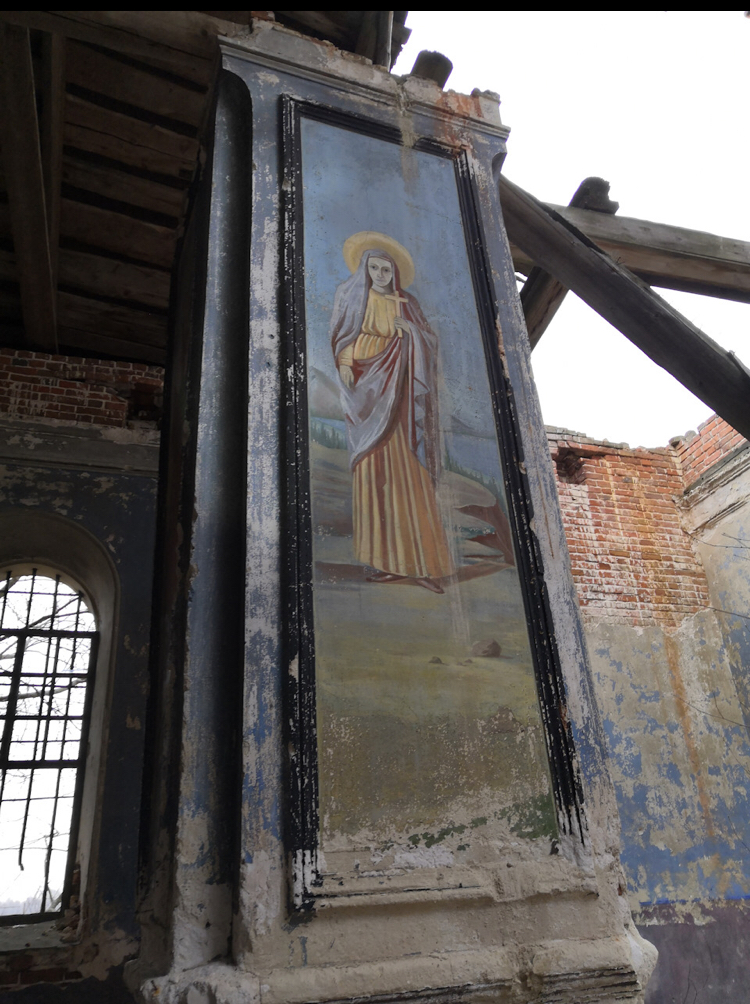
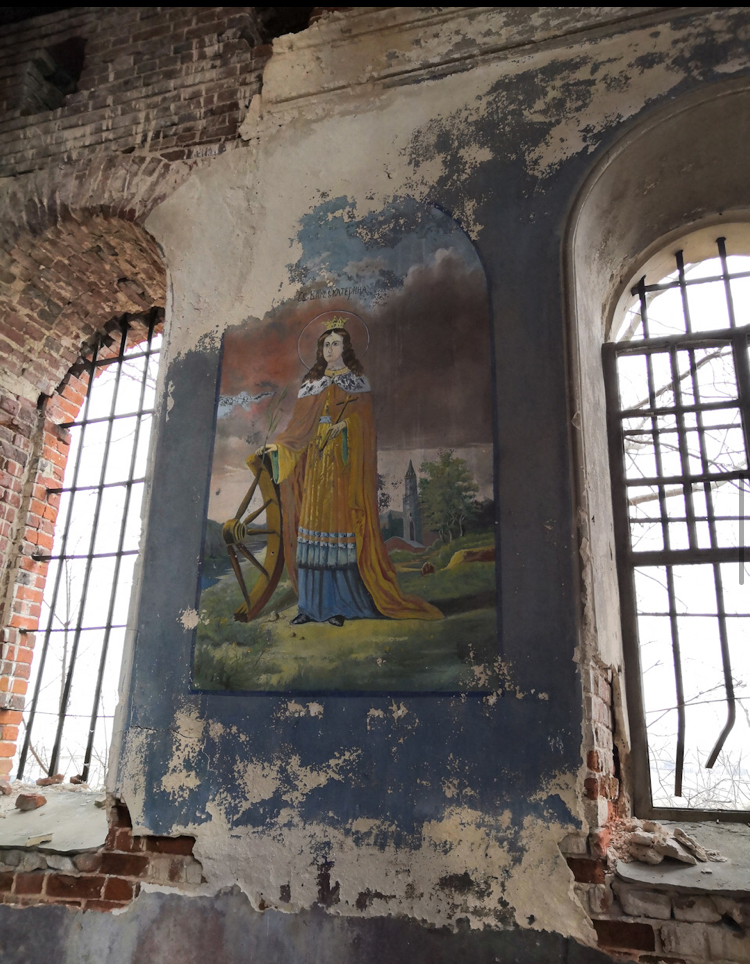